# Stargate SG-1
Stargate SG-1 é uma telessérie norte-americana de ficção científica baseada no longa-metragem para o cinema Stargate (1994).
A premissa de ambos é a existência de aparelhos chamados "Stargates" que, por intermédio de buracos-de-verme, permitem a viagem interestelar instantânea.
O enfoque do seriado é uma equipe denominada SG-1 que opera a partir de uma base ultra-secreta da Força Aérea dos EUA chamada Stargate Command (ou SGC), utilizando um "Stargate" encontrado na Terra para explorar outros mundos e defender o planeta contra ameaças alienígenas estabelecidas no filme original ou apresentadas ao longo da série. Assim sendo, e diferentemente de diversos outros seriados de ficção científica com uma temática de exploração interplanetária, Stargate SG-1 tem como tempo ficcional o presente, é baseada na Terra e envolve principalmente humanos.
A série é produzida pela MGM e filmada no Bridge Studios, em Vancouver, Canadá. O primeiro episódio foi transmitido em 27 de julho de 1997 pelo canal de televisão a cabo Showtime, que exibiu as cinco primeiras temporadas. Desde a sexta temporada, o seriado é transmitido pelo Sci-Fi Channel. Recentemente, Stargate SG-1 tornou-se o seriado de ficção científica mais duradouro da televisão americana, ultrapassando The X-Files.
Uma série correlata, Stargate Atlantis, foi ao ar em 2004. Os dois seriados são produzidos paralelamente, com histórias que se entrelaçam, já que o tempo ficcional é simultâneo.

## Produção
A série, desenvolvida para a televisão por Jonathan Glassner e Brad Wright, era estrelada originalmente por Richard Dean Anderson, Michael Shanks, Amanda Tapping, Christopher Judge e Don S. Davis. Shanks foi substituído durante a sexta temporada pelo ator Corin Nemec. Davis deixou o seriado durante a oitava temporada e Anderson, na nona, substituídos por Beau Bridges e Ben Browder. Na décima temporada, Claudia Black tornou-se uma atriz principal.

## Cancelamento
Em 21 de agosto de 2006, o Sci-Fi Channel anunciou que cancelaria a série. O seu último episódio foi exibido no Canadá no dia 14 de março de 2007. Dois filmes para DVD foram lançados em 2008 no mercado estadunidense, para concluir as histórias da série: Stargate: The Ark of Truth e Stargate: Continuum.

## Transmissão
No Brasil, o seriado foi transmitido pelo canal a cabo Fox Brasil até 2007, quando passou para a grade do canal Syfy Brasil e atualmente também pode ser assistido na RBTV.
Em Portugal, foi levado ao ar pela SIC e, a partir da sétima temporada, pelo AXN. Mais recentemente, o canal MOV começou a exibir a série desde do seu primeiro episódio em 2010.

## Personagens principais
As patentes militares abaixo são traduzidas para o português com base na hierarquia militar da Força Aérea Brasileira.
| Personagem                                            | Ator                  | Período                                              |
| ----------------------------------------------------- | --------------------- | ---------------------------------------------------- |
| Coronel/Brigadeiro/Major-Brigadeiro Jack O'Neill      | Richard Dean Anderson | 1997 – 2005 (participação secundária, após 2005)     |
| Dr. Daniel Jackson                                    | Michael Shanks        | 1997 – 2002, 2003 – 2007                             |
| Capitão/Major/Tenente-Coronel/Coronel Samantha Carter | Amanda Tapping        | 1997 – 2007                                          |
| Teal'c                                                | Christopher Judge     | 1997 – 2007                                          |
| Major-Brigadeiro/Tenente-Brigadeiro George Hammond    | Don S. Davis          | 1997 – 2004 (participação secundária, após 2004)     |
| Jonas Quinn                                           | Corin Nemec           | 2002 – 2003                                          |
| Tenente-Coronel Cameron Mitchell                      | Ben Browder           | 2005 – 2007                                          |
| Major-Brigadeiro Hank Landry                          | Beau Bridges          | 2005 – 2007                                          |
| Vala Mal Doran                                        | Claudia Black         | 2006 – 2007 (participação secundária, antes de 2007) |

## Episódios
| Temporada     | Período   |
| ------------- | --------- |
| 1ª Temporada  | 1997/1998 |
| 2ª Temporada  | 1998/1999 |
| 3ª Temporada  | 1999/2000 |
| 4ª Temporada  | 2000/2001 |
| 5ª Temporada  | 2001/2002 |
| 6ª Temporada  | 2002/2003 |
| 7ª Temporada  | 2003/2004 |
| 8ª Temporada  | 2004/2005 |
| 9ª Temporada  | 2005/2006 |
| 10ª Temporada | 2006/2007 |

## Recepção da crítica
Em sua primeira temporada, Stargate SG-1 teve recepção mista por parte da crítica especializada. Com base de 8 avaliações profissionais, alcançou uma pontuação de 48% no Metacritic. Por votos dos usuários do site, atinge uma nota de 8.7, usada para avaliar a recepção do público.